# Ihi
Pour les articles homonymes, voir Ihi et Ihy.
 (mars 2025).
Si vous disposez d'ouvrages ou d'articles de référence ou si vous connaissez des sites web de qualité traitant du thème abordé ici, merci de compléter l'article en donnant les références utiles à sa vérifiabilité et en les liant à la section « Notes et références ».
Dans la mythologie égyptienne, Ihi (ou Ihy) est le dieu enfant de la joie, fils de la déesse Hathor (et du dieu Horus ?).
Il est représenté nu portant une cape et portant la mèche de l'enfance (mèche que l'on ne coupait qu'au passage à l'âge adulte) et jouant du sistre (son objet symbolique) ou l'index pointé vers la bouche (signe de l'enfance). On trouve ses représentations sur les murs du temple d'Hathor à Dendérah. On trouve aussi parfois des mentions de Ihi dans le livre des morts et les textes des sarcophages.
Faisant partie de la dernière génération de dieux, celle-ci n'est pas très populaire parmi le peuple. Ainsi il fut toutefois adoré à Dendérah où sa mère et lui attendaient chaque année la venue de l'Horus d'Edfou.